# Keravnos
Keravnos (gr: Κεραυνός) – grecki niszczyciel niemieckiego typu V 1, służący w greckiej marynarce wojennej w latach 1912–1919.
Okręt był jednym z sześciu okrętów typu V 1 (typu 1911) zamówionych przez niemiecką marynarkę wojenną. Został zwodowany 22 maja 1912 roku w stoczni AG Vulcan Stettin w Szczecinie. Okręt początkowo miał wejść w skład marynarki niemieckiej pod oznaczeniem V 5, jednakże przed wejściem do służby został w lipcu 1912 sprzedany Grecji, przed wybuchem I wojny bałkańskiej, wraz z niszczycielem "Nea Genea". Otrzymał nazwę "Keravnos" (pol. Piorun).
"Keravnos" osiągnął gotowość bojową w grudniu 1912. Był używany bojowo podczas I wojny bałkańskiej. Podczas I wojny światowej, z obawy przed przystąpieniem neutralnej Grecji do wojny po stronie państw centralnych, okręt został razem z całą flotą grecką przejęty w grudniu 1916 przez marynarkę francuską, która użytkowała go w latach 1917–1918 na Morzu Śródziemnym. W ostatnich miesiącach wojny wraz wejściem Grecji w skład ententy okręt został zwrócony pod grecką banderę i wykonywał zadania patrolowe na Morzu Egejskim.
"Keravnos" został wycofany ze służby w 1919 roku i sprzedany na złom w 1921. Według niektórych źródeł, złomowany został w 1927.